# Marie Kovářová
Marie Kovářová (11. května 1927 Luleč – 4. ledna 2023 Praha), provdána Ďurovičová, byla česká sportovní gymnastka a olympijská vítězka.
Na LOH 1948 v Londýně zvítězila v soutěži družstev žen. Vedoucími tohoto družstva byly Marie Provazníková a Vlasta Děkanová. Sestavu s Marií Kovářovou dále tvořily Zdeňka Honsová, Miloslava Misáková, Věra Růžičková (původně náhradnice), Božena Srncová, Milena Müllerová, Zdeňka Veřmiřovská, Olga Šilhánová a Eliška Misáková (in memoriam). 
Krátce před začátkem onemocněla kamarádka Eliška Misáková tehdy neléčitelnou dětskou obrnou a v soutěži ji nahradila Věra Růžičková. Misáková zemřela krátce poté, co její sestra Miloslava a její přítelkyně získaly zlato. Při slavnostním vyhlášení vítězů byla československá vlajka olemována černou stuhou. O této tragické události, i o přípravách a samotném průběhu gymnastické soutěže žen na londýnské olympiádě natočil režisér Miroslav Kačor v roce 2012 dokument Zlato pro Elišku, v němž hovoří i Marie Kovářová. Za vítězství sportovkyně získaly i gramorádio.
O úspěchu gymnastek se podle slov Věry Růžičkové později moc nemluvilo a nepsalo také proto, že jejich vedoucí Marie Provazníková ihned po olympiádě volila emigraci a pro komunisty tak byla zrádkyní.